# Кадыров, Абубакар Хамидович
Абубакар Хамидович Кадыров (26 августа 1996, Центарой) — российский футболист, нападающий.

## Биография
3 августа 2012 года дебютировал за «Терек» в гостевом матче молодёжного первенства против «Алании» (3:3), выйдя на замену на 88-й минуте. Всего в первенстве в сезонах 2012/13 — 2018/19 провёл 142 матча, забил 12 голов. 22 августа 2020 года в четвёртом туре чемпионата России провел единственную игру за основную команду «Ахмата» — в гостевом матче против «Химок» (2:1) на 86-й минуте заменил автора первого гола Владимира Ильина и через 3,5 минуты получил жёлтую карточку за неспортивное поведение.
В октябре 2022 года завершил профессиональную карьеру и был назначен генеральным директором академии футбола «Рамзан».

## Семья
Племянник Рамзана Кадырова. По одним данным — брат Халида Кадырова, по другим — сын Абубакара Кадырова, двоюродного племянника Ахмада Кадырова, сотрудника его службы безопасности, погибшего 27 июня 2001 года.

## Награды
- Почётный знак «За трудовое отличие» (10 июля 2017) — за вклад в развитие физической культуры и спорта Чеченской Республики, спортивные достижения, получившие общественное признание[источник не указан 396 дней]

## Статистика
| Выступление      | Выступление      | Выступление      | Чемпионат | Чемпионат | Кубки | Кубки | Континент. | Континент. | Итого | Итого |
| Клуб             | Лига             | Сезон            | Игры      | Голы      | Игры  | Голы  | Игры       | Голы       | Игры  | Голы  |
| ---------------- | ---------------- | ---------------- | --------- | --------- | ----- | ----- | ---------- | ---------- | ----- | ----- |
| Ахмат            | Премьер-лига     | 2020/21          | 1         | 0         | 1     | 0     | —          | —          | 2     | 0     |
| Ахмат            | Премьер-лига     | 2021/22          | 0         | 0         | 2     | 1     | —          | —          | 2     | 1     |
| Ахмат            | Премьер-лига     | 2022/23          | 0         | 0         | 1     | 0     | —          | —          | 1     | 0     |
| Ахмат            | Итого            | Итого            | 1         | 0         | 4     | 1     | —          | —          | 5     | 1     |
| Всего за карьеру | Всего за карьеру | Всего за карьеру | 1         | 0         | 4     | 1     | —          | —          | 5     | 1     |